# Ryuichi Shibata
Ryuichi Shibata –en japonés, 柴田隆一, Shibata Ryuichi– (Fukuoka, 14 de diciembre de 1983) es un deportista japonés que compitió en natación. Ganó una medalla de plata en el Campeonato Pan-Pacífico de Natación de 2006, en la prueba de 200 m mariposa.

## Palmarés internacional
| Campeonato Pan-Pacífico | Campeonato Pan-Pacífico | Campeonato Pan-Pacífico | Campeonato Pan-Pacífico |
| Año                     | Lugar                   | Medalla                 | Prueba                  |
| ----------------------- | ----------------------- | ----------------------- | ----------------------- |
| 2006                    | Victoria (Canadá)       | Medalla de plata        | 200 m mariposa          |